# Битва при Тулоне (1744)
Битва при Тулоне или сражение у мыса Сисье (фр. Bataille du cap Sicié) — морское сражение войны за австрийское наследство, состоявшееся 22 февраля 1744 в Средиземном море неподалёку от французского порта Тулон между испано-французским и английским флотами.

## Предыстория
В связи с угрозой войны с Испанией 13 марта 1741 года командующим британским Средиземноморским флотом был назначен Томас Мэтьюз, произведённый сразу в вице-адмиралы после семи лет, проведённых вне флота. Вторым в вертикали командования оказался Ричард Лесток, у которого давно были плохие отношения с Мэтьюзом. Мэтьюз потребовал убрать от него Лестока, но Адмиралтейство отказало ему в этом.
В июне 1742 года британский флот атаковал испанскую эскадру в заливе Сан-Тропе, и вынудил её искать спасения в гавани Тулона. После этого британцы стали осуществлять блокаду Тулона от Йерских островов.

## Сражение
21 февраля 1744 года испанская эскадра, сопровождаемая французским отрядом, вышла из Тулона. Мэтьюз погнался за ней, и 22 февраля противники сблизились настолько, что он отдал приказ о формировании линии баталии. Ветер был слабый, к наступлению темноты линия ещё не была сформирована, и Мэтьюз поднял сигнал «Сблизиться». Авангард и центр выполнили приказ, однако арьергард, которым командовал Лесток — нет: Лесток предпочёл сначала выстроить свои суда в линию баталии, и уж потом начать заполнять промежутки между частями флота. Мэтьюз поднял сигнал Лестоку «Прибавить парусов», однако медлительность Лестока в выполнении приказа привела к тому, что испано-французский флот начал уходить на юг. Опасаясь, что он сможет пройти через Гибралтарский пролив и присоединиться к силам, готовящимся вторгнуться в Великобританию, Мэтьюз принял решение атаковать.
В час Мэтьюз поднял на своём флагмане «Намюр» сигнал «Сближаться с противником», и покинул линию, чтобы атаковать испанский арьергард. За ним последовал Джеймс Корнуол на «Мальборо». Однако сигнал «Построиться в линию баталии» на флагмане не был спущен, и два одновременно висящих сигнала вызвали путаницу среди английских кораблей: одни последовали примеру флагмана, другие пытались держать строй. В результате, хотя «Намюр» и «Мальборо» успешно достигли неприятеля, они оказались одни против превосходящих сил противника. В ходе трёхчасового боя испанский арьергард нанёс серьёзные повреждения атаковавшим его кораблям британского авангарда. Около пяти часов подошёл французский отряд, и их манёвры некоторые британские капитаны интерпретировали как попытку выстроить линию по другую сторону от британского строя, чтобы зажать британский флот в клещи. Не имея приказов от Мэтьюза или кого-либо другого из начальников, британский строй сломался, и корабли начали уходить на северо-запад. Ведя оборонительный бой, испанцы не стали захватывать беззащитный «Мальборо», хотя и отбили «Подер», ранее капитулировавший перед британцами.
Испано-французский флот продолжил свой путь на юго-запад. Британский флот сумел перегруппироваться и возобновить погоню лишь 23 февраля. Британцы нагнали противника, скорость которого была замедленна из-за необходимости буксировки повреждённых судов. Так как «Подер» не мог двигаться самостоятельно, французы предпочли затопить его в виду британского флота, и за счёт этого увеличить скорость. Британцев отделяло от неприятеля всего несколько миль, когда Мэтьюз опять поднял сигнал «Сблизиться». На следующий день, 24 февраля, испано-французский флот был уже практически не виден, и Мэтьюз повернул обратно к Йерским островам, откуда вернулся к началу марта в Маон.

## Результаты
В результате тяжёлых повреждений, полученных британскими кораблями, испанцы получили господство над Западным Средиземноморьем, и смогли перебросить подкрепления своим войскам в Италии, что переломило ход войны в их пользу.